# 彼らが飛ぶのをご覧よ
「彼らが飛ぶのをご覧よ」（"See How They Fly"）は、アメリカ合衆国のテレビドラマ『ウォッチメン』の第1シーズン第9話兼最終話であり、2019年12月15日にHBOで放送された。

## プロット
トリューは無断の人工授精によって誕生したヴェイトの娘であることが描写され、2008年に彼女はカルナックのヴェイトのもとを訪れる。彼女は自分の身元を明かしつつヴェイトによるイカ攻撃を認知していることを伝える。トリューはイカ攻撃が人類を破滅を食い止めたが、ヴェイトがカルナックから「イカの雨」を降らせることでエイリアン侵攻の脅威を演出し続けたとしても、それを遅れさせているに過ぎないと指摘する。トリューはDr.マンハッタンのパワーを利用して恒久的な解決策を実行可能とする量子遠心分離機を作るための資金援助をヴェイトに頼む。トリューはマンハッタンがエウロパに住んでいることを把握し、2013年には視覚的に確認するための探査機がそこに到着することを明かす。ヴェイトは援助を拒否する。
エウロパに宇宙船が屋敷の外に到着するとヴェイトは馬蹄を使って独房から脱出する。狩猟監督官はヴェイトを止めようとするが、馬蹄で刺されてしまう。狩猟監督官はヴェイトの戯曲『時計職人の息子』の役として、8年前に彼が敵対者として作り上げた存在であることが明らかとなる。機体がエウロパから飛び立つと、「助けてくれ 娘よ」（SAVE ME DAUGHTER）と書いたメッセージをトリューの探査機がとらえていたことが判明する。ヴェイトは地球へ帰還するために金で覆われて眠る。トリューはクラークス農場に落下した宇宙船を回収し、その後にヴェイトは彼女の庭に像として金のまま飾られる。トリューはミレニアム・クロックの起動まで残り1時間の際にヴェイトを復活させる。ヴェイトはトリューが量子遠心分離機を作り上げたことに感銘を受ける。球のような物体がクロックから離れてタルサのグリーンウッド地区の上空に浮かび、トリューとその部下はその下に機材を設置する。
機兵隊の本拠地にはジョー・キーン・Srを含む大物政治家たちが集まり、彼らはサイクロプスの構成員であることが明かされる。ローリーは自宅の襲撃から生き延びたウェイドが機兵隊員の1人に変装していたことを知る。アンジェラの自宅で機兵隊に捕えられたDr.マンハッタンは本部に監禁される。ジョーは集まった客人たちにサイクロプスの当初の長期計画はホワイト・ナイトのような人種的な事件を起こすことでレッドフォード大統領に反抗することであったが、マンハッタンが地球上にいることを知った後に目的はそのパワーの強奪に変わったのだと説明する。
アンジェラは機兵隊の計画を止めるために踏み入るが、キーンは彼女の警告を無視する。彼は装置の中に入るが、システムが作動するとその周辺全体がトリューによってグリーンウッドに転送される。機兵隊には安全対策の知識が欠如していたためにキーンはパワーを注入する過程で液化してしまっており、トリューが装置を開けるとキーンだった液体はマンハッタンが入った牢獄まで流れて来る。トリューはサイクロプスの構成員たちを殺害し、一方でその間にマンハッタンはヴェイト、ローリー、ウェイドをカルナックに転送させる。マンハッタンはアンジェラに1人で死にたくなかったので彼女だけはテンプレートしなかったのだと告げる。マンハッタンはアンジェラに愛を告げ、その後、破壊されてパワーを奪われる。
カルナックでヴェイトは冷凍させたイカの雨をグリーンウッドに降らせることでその場にある全てを破壊する計画を立てる。ローリーはアンジェラに電話をかけて彼女とビアンが生き延びられるようにする。イカの雨が球体を破壊し、パワーの転送が終わる前にトリューは死亡する。アンジェラは劇場に避難し、そこで彼女の子供たちと共に隠れていたウィルと再会する。ウィルはマンハッタン自身が彼とトリューの取引を提案していたことを明かす。
ヴェイトはナイトオウルの飛行船「アーチー」をローリーとウェイドに提供する。ローリーはヴェイトを逮捕すると宣言し、ウェイドは彼がイカ攻撃を仕組んだことを証言する1985年のビデオを持っていると言う。ヴェイトは激昂するがウェイドによって殴られて気絶し、彼とローリーによって船に引き入れられる。
アンジェラはウィルを子供たちと一緒に自宅に連れ帰り、部屋を提供する。アンジェラはマンハッタンと論争した際に床に落とした卵を片付ける際、有機的な媒体を介して他の誰かにパワーを移す事が出来ると彼が言ったことを思い出す。割れていない卵を1つ見つけたアンジェラはプールに行って卵を食べ、水面を歩こうとする。足が水に触れる直前に画面は暗転する。

## 製作
デイモン・リンデロフは脚本執筆開始当初から今シーズンの計画はDr.マンハッタンのパワーを奪おうとするレディ・トリューの周辺で終わらせることであったと語った。採集家の第2の要素はジョー・キーンが第7機兵隊とタルサ警察の両方の覆面団を制御するためにマインドコントロール装置を使い、そしてウィルがそれを手に入れて機兵隊を終わらせるというものであった。後のエピソードを執筆している際に彼らは機兵隊がマンハッタンを自分たちのために捕えようとしているという発想に至り、マインドコントロールの側面を削り、トリューが機兵隊の計画に便乗するというものに変更された。凍らせたイカを使ってトリューの計画を潰すことは1985年のイカ攻撃によって発生した廃墟を見下ろすコミックと同様のカットを撮ろうとしたことからのインスピレーションであった。彼らはここで表現したい視覚的側面に苦労したが、第1話でヴェイトの降雨を描くことでエイリアンの脅威を世界中に思い出せ続けていることを確立し、これを最終回に結びつけた。
卵の重要性はショーランナーのリンデロフが以前のエピソードを通して描いており、視聴者が最後の場面でそれを認識できるようにした。これはさらにビートルズの「アイ・アム・ザ・ウォルラス」のスプーキー・トゥースによるカバー版をクレジット曲として使用することにもなった。リンデロフは「アイ・アム・ザ・ウォルラス」はビートルズ自身が説明することを提案しなかった想像力豊かな歌詞であることでよく知られていると述べた。リンデロフと脚本家たちは曲の歌詞の多くをエピソードに組み込む方法を見つけた。タイトル「彼らが飛ぶのをご覧よ」（"See How They Fly"）は落下する凍ったイカを指しており、「可愛い警官たちが一列になっている」（ "Pretty little policemen in a row"）や「死んだ犬の目からこぼれ出る黄色いカスタード」（"Yellow matter custard Dripping from a dead dog's eye"）といった他の歌詞はエピソードの視覚的要素として反映された。
リンデロフと彼のチームはこのエピソードの3つの結末を構想していた。採用されたアンジェラが卵を食べてプールに踏み入れようとしたものの他には、彼女が卵を潰したもの、卵をパックに入れて冷蔵庫に戻すものであった。アンジェラが卵を食べる場所を選びながら彼らは最後のショットでどこまで行くべきかについて議論し、場面を短くして意味の曖昧さを残した。リンデロフは結末がクリフハンガーであるとは考えておらず、アンジェラがDr.マンハッタンのパワーを受け取ったことを暗示するつもりであり、番組はアンジェラがそのようなタイプのパワーで何をするかを考慮して書かれ、彼女がDr.マンハッタンの消極性と比較してそのようなパワーを使うことにより積極的であると考えると述べた。

## 評価

### 批評家の反応
Rotten Tomatoesでは23件のレビューで支持率は91%、平均点は8.62/10となり、「相互に関連するストーリー、優れた演技、複雑なテーマにより「彼らが飛ぶのをご覧よ」は不可能を実現し、デイモン・リンデロフの『ウォッチメン』の翻案を見事に終わらせる」とまとめられた。

### 視聴率
初放送時の視聴者数は推定93万5000人、録画やストリーミングを含めると160万人を超え、初回の150万人を上回った。